# 파라다이스 (1991년 영화)
파라다이스(Paradise)는 미국에서 제작된 메리 아그네스 도노휴 감독의 1991년 드라마 영화이다. 멜라니 그리피스 등이 주연으로 출연하였고 패트릭 J. 팔머 등이 제작에 참여하였다.

## 출연

### 주연
- 멜라니 그리피스
- 돈 존슨

### 조연
- 일라이저 우드
- 도라 버치
- 쉘리아 맥카시
- 이브 고든
- 루이스 라덤

## 제작진
- 원작자: Jean Loup Hubert
- 미술: 마샤 힌즈
- 미술: 에버린 사카쉬
- 의상: Linda Palermo Donahue
- 배역: 조한나 레이